# Isocolus lichtensteini
Isocolus lichtensteini är en stekelart som först beskrevs av Mayr 1882.  Isocolus lichtensteini ingår i släktet Isocolus och familjen gallsteklar. Inga underarter finns listade i Catalogue of Life.